# Ale Bagu
L'Ale Bagu, aussi appelé Alebbagu, Amayloti ou encore Ummuna, est un volcan d'Éthiopie situé au sud-ouest du volcan Erta Ale, dans la région Afar en Éthiopie.

## Géographie
D'une altitude de 1 031 mètres, c'est le volcan le plus élevé de ceux proches de l'Erta Ale. À son sommet se trouve un cratère de 750 mètres de longueur contenant un petit cône trachytique. Contrairement aux autres volcans de cette partie de la vallée du Grand Rift, il est couvert de roches pyroclastites basaltiques.

## Histoire
Aucune éruption n'est connue sur l'Ale Bagu et il ne présente aucun signe d'activité comme des fumerolles.